# Platynota labiosana
Platynota labiosana es una especie de polilla del género Platynota, tribu Sparganothini, subfamilia Tortricinae.

## Distribución
Se distribuye por Estados Unidos.

## Taxonomía
Fue descrita por Zeller en 1875 y publicada en Verhandlungen Zoologisch-Botanischen Gesellschaft in Wien Wien 25: 237.